# Petr Tatíček (1960)
Petr Tatíček starší (* 24. května 1960) je bývalý lední hokejista. Působí jako hokejový trenér, zejména v Kladně. Pracuje u tamní mládeže, kam se přesunul od kladenského A-týmu poté, co byl pro neuspokojivé výsledky odvolán realizační tým trenéra Zdeňka Vojty, kde byl Petr Tatíček, spolu s Jiřím Kopeckým, asistentem trenéra.

## Hráčská kariéra
Lední hokej začal hrát v deseti letech. V roce 1979 stihl čtyři zápasy sehrát za Kladno, poté nastoupil do Dukly Vyškov. Hrál na postu levého obránce. V letech 1982–1990 hrál za Kladno. V tomto klubu sehrál celkem 580 utkání a vstřelil 79 branek (v I. lize 247/42). Poté přešel do týmu EC Bad Tölz (Německo), kde hrál devět let. Aktivní kariéru ukončil v týmu Bad Aibling (Německo).

## Trenérská kariéra
Po ukončení hráčské činnosti se ujal role trenéra. Od roku 2000 působil jako trenér mládeže v Kladně. Vedl zde mužstva dorostu a poté Juniorku.
V roce 2002 se stal asistentem trenéra Zdeňka Müllera u A-mužstva v Kladně. A nový trenérský tandem, který spolu s Müllerem a Tatíčkem tvořili ještě Vladimír Evan a Zdeněk Šindler, slavil hned v první sezoně velký úspěch. Dokázal s Kladnem úspěšně projít 1. ligou, stát se vítězem nejen základní části, ale také celého play off a úspěšnou sezonu dokončit postupem do extraligy. Po tomto úspěchu pak Petr Tatíček stál po boku Zdeňka Müllera ještě další tři extraligové sezony, tedy do sezony 2005–2006.
Od sezony 2006–2007 byl opět trenérem kladenských juniorů.
Dne 4.10.2010 byl, po rezignaci Otakara Vejvody staršího, postaven do role hlavního trenéra HC Vagnerplast Kladno. Byla to jeho premiéra v roli hlavního trenéra extraligového mužstva. V prvních dvou zápasech mu vypomáhal kladenský výkonný ředitel Milan Volf, poté se jeho asistentem stal další kladenský odchovanec a trenér – Jiří Kopecký. Oba měli pro zbytek sezony jasný úkol – udržet v Kladně extraligu, což se jim povedlo.
Po sezoně 2010/2011 se v Kladně řešil především osud klubu. Trenérská dvojice Tatíček-Kopecký neměla podepsané smlouvy, přesto však zahájila letní přípravu. V průběhu června byl novým hlavním trenérem Kladna jmenován Zdeněk Vojta, Petr Tatíček pak s Jiřím Kopeckým působí jako jeho asistent.
V sezoně 2011/2012 pak HC Rytíři Kladno pod vedením Zdeňka Vojty, Petra Tatíčka a Jiřího Kopeckého dokráčí, po třech letech v play out, do předkola play off a i přesto, že se mužstvu nepodařilo postoupit do čtvrtfinále, tak je sezona pro Kladno hodnocena úspěšně.
Trenérské trio Vojta, Tatíček a Kopecký pokračovalo u týmu Kladna i v sezoně 2012/2013, která byla velice zajímavá, neboť byla výluka v NHL a Kladno tak jednu dobu disponovalo dokonce pěticí zámořských posil v čele s Jaromírem Jágrem. Po jejich odchodu tým vzdor předpokladů udržel svoji výkonnost a dokázal obsadit celkové 7. místo a postoupit do předkola play off. V něm pak překvapivě vyřadil 3:2 na utkání úřadujícího mistra HC Pardubice. Druhý tým základní části, Slavia Praha, však byl nad síly Kladna a Kladno tak čtvrtfinále prohrálo 4:1 na zápasy.
Předchozí sezona se tedy dala hodnotit jako úspěšná, proto nemělo vedení klubu zájem stávající trenéry měnit. Záchranářská mise dvojice Tatíček – Kopecký v sezoně 2010/2011 vynesla oběma trenérům posty asistentů nového kouče Vojty, pod jehož vedením tým v následujících dvou sezonách hrál minimálně předkolo play off. Nebylo tedy s podivem, že trenéři v Kladně prodloužili smlouvu. Nový ročník se nevyvíjel podle představ. Domácí prohru z prvního kola sice tým napravil ve dvou venkovních duelech, následně se ale ukázalo, že Kladno za soupeři zaostává. Nejprve byly problémy s obrannou činností, kdy tým sice vstřelil nějaké branky, ale poměrně hodně jich i inkasoval. Poté, co trenéři kladli důraz hlavně na precizní obranu se situace Kladna zlepšila. Následně ovšem nastal další problém, který se trenérům vyřešit nepovedlo – produktivita. Zejména ve 2. a začínající 3. čtvrtině prostě tým nedokázal proměňovat i ty nejvyloženější šance – průměrně Kladno nedalo ani 2 branky na zápas, což je žalostně málo. Propad tabulkou až na barážové předposlední místo začal zejména ve fanoušcích vzbuzovat nevoli. Vedení Klubu sice, jak je na Kladně zvykem, dlouho nechávala důvěru stávajícímu týmu, nakonec se ale 18. 12. 2013 rozhodlo odvolat stávajícího kouče Zdeňka Vojtu i s oběma jeho asistenty. Byli nahrazeni trojicí Jiří Čelanský, Jan Neliba a Josef Zajíc.
V Kladně však Petr Tatíček působí nadále, po odvolání od A-týmu se přesunul ke kladenské mládeži, kde vede mladší dorost.